# Bernd Gries
Bernd Gries (* 26. Mai 1968) ist ein ehemaliger deutscher Fußballspieler.

## Karriere
Bernd Gries spielte mit dem FC 08 Homburg zweimal eine Saison in der 1. Bundesliga und vier Jahre in der 2. Bundesliga. 1993 verließ er den Verein und spielte in der Folgezeit noch für Borussia Neunkirchen, die Sportvereinigung Elversberg, SV Rot-Weiß Hasborn und den TuS Steinbach.
Als Trainer betreute Gries von 2002 bis Sommer 2010 den saarländischen Verbandsligisten TuS Steinbach. Im Sommer 2012 übernahm der den Landesligisten FC Hellas Marpingen. Dann folgten zwei Jahre beim SV Preussen Merchweiler und später übernahm er interimsweise Rot-Weiß Hasborn-Dautweiler.